# Peter von Zittau
Peter von Zittau (tschechisch Petr Žitavský; * um 1275 in Zittau; † 1339 in Königsaal) war ein böhmischer Schriftsteller und Chronist und seit 1316 Abt des Zisterzienserklosters Königsaal.

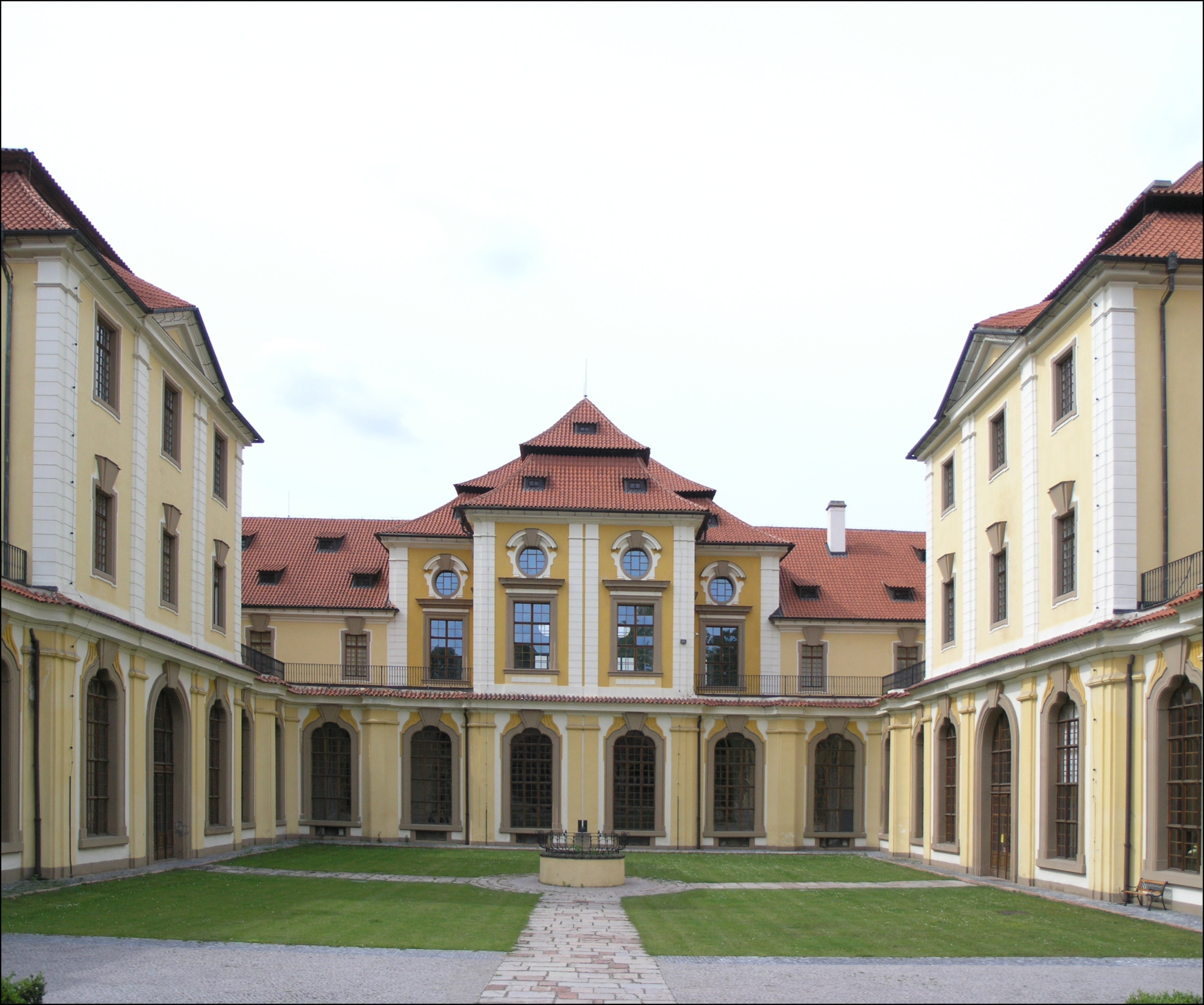
Das ehemalige Zisterzienserkloster Königsaal (Aula Regia), Juni 2006

## Werdegang
Der aus dem damals zu Böhmen gehörenden Zittau stammende Peter trat zwischen 1297 und 1305 in das südlich von Prag gelegene Zisterzienserkloster Königsaal ein, das 1292 durch den böhmischen König Wenzel II. gegründet worden war. 1305 nahm er an König Wenzels Beerdigung in der Königsaaler Klosterkirche teil, die damit zur Grablege der Přemysliden wurde. Für 1309 ist Peter als Kaplan des ersten Abtes Konrad von Erfurt (Abt von 1292 bis 1312 und von 1314 bis 1316) nachgewiesen, den er in den folgenden Jahren auf vielen Reisen begleitete, so 1309 zum Generalkapitel des Zisterzienserordens nach Cîteaux. 1313 nahm er am Italienzug des Kaisers Heinrich VII. teil (siehe Kaiser Heinrichs Romfahrt).
Nachdem Abt Konrad 1316 von seinem Amte zurückgetreten war, wurde Peter der dritte in der Reihe der Äbte von Königsaal. Als Vorsteher des als Grablege profilierten Klosters hatte er enge Verbindungen zum böhmischen Königshaus. Während seiner Amtszeit veranlasste er die Anlage eines Diplomatoriums von Königsaal, das aus 158 Urkunden besteht. Unter dem Titel „Liber secretorum Aulae regiae“ verfasste er eine Sammlung von Wundern, die sich seit der Gründung des Klosters in Königsaal ereignet haben sollen. Als weitere Schriften sind lateinische Predigten und religiöse Dichtungen überliefert.
Die ihm häufig zugeschriebene Autorenschaft des Traktates „Malogranatum“ ist nicht belegt.

## Königsaaler Chronik
Bekannt wurde Peter von Zittau vor allem durch die von seinem Vorgänger Otto von Thüringen begonnene und von ihm weitergeführte „Königsaaler Chronik“ („Chronicon Aulae regiae“, „Zbraslaver Chronik“), die zu den bedeutendsten spätmittelalterlichen Geschichtsquellen Böhmens zählt. Die Chronik ist dem Waldsassener Abt Johann gewidmet und besteht aus drei Büchern.

## Werke
- Die Königsaaler Chronik. hrsg. von Stefan Albrecht. Aus dem Lateinischen übersetzt von Josef Bujnoch und Stefan Albrecht. (Forschungen zu Geschichte und Kultur der Böhmischen Länder, Bd. 2), Frankfurt am Main 2014, ISBN 978-3-631-64636-6.
- Chronicon Aulae regiae. In: Fontes rerum austriacarum. Scriptores VIII, 1875.
- Petra Žitavského Kronika Zbraslavská. In: Fontes rerum Bohemicarum. IV, 1884, S. 1–337.
- Liber secretorum Aulae regiae.
- Formula Domini Petri Abbatis Aulae regiae composita… In: Cistercienser-Chronik 49 (1937), S. 353–358.
- Zwei Bücher mit 131 Predigten (nicht ediert; Verzeichnis in: J. B. Schneyer: Repertorium der lateinischen Sermones des Mittelalters. 4, 1972, S. 807–817).